# Hoop and pole

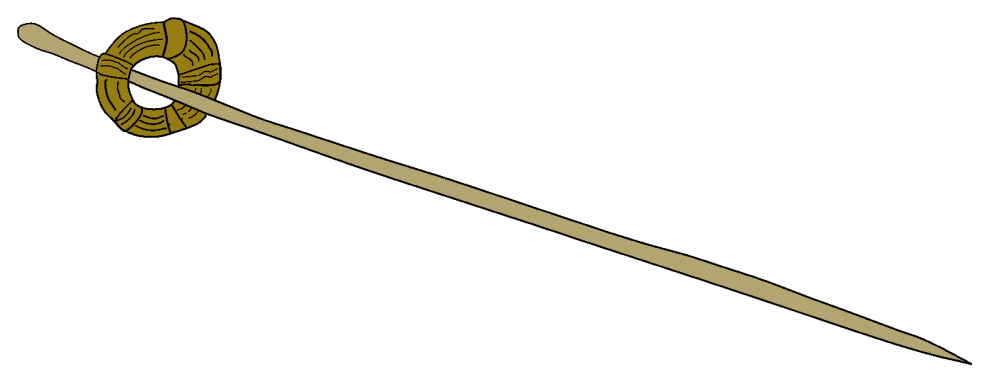
Tyczka i obręcz służąca do gry w hoop and pole

Hoop and pole, hoop and pole game (ang. gra w pierścień lub obręcz i tyczkę), wheel and pole (koło i tyczka), spear and ring (dzida i pierścień) - gra ludowa Indian z plemion Ameryki Północnej.
Sport był różnie nazywany w poszczególnych plemionach. Etnografowie nie zawsze odnotowywali oryginalne nazewnictwo, dlatego znany jest głównie z określeń angielskich.
Jest to jedna z najstarszych gier uprawianych przez Indian, którą opisywali biali koloniści Ameryki Północnej. Występowała głównie na wybrzeżu wschodnim i w głębi kraju, aż do dzisiejszej granicy USA z Meksykiem. W Kanadzie grano w jej zimową odmianę.
Do gry używano: 
- tyczek o różnych długościach (od 60 cm do 4 m) i średnicy ok. 3–4 cm;
- małych drewnianych obręczy (zrobionych z małych patyków lub grubszej wikliny).

Niemiecki malarz Balduin Möllhausen (1825–1905), podróżujący z grupą badawczą po Stanach Zjednoczonych, namalował obraz przedstawiający plemię Pajutów (ang. Paiute), mieszkające w dolnym brzegu rzeki Kolorado, grające w hoop and pole.
Podobną grę o nazwie chungke, uprawiali Szejeni, używając kamiennego krążka wydrążonego w środku.